# راندولف روكي كالفو
راندولف روكي كالفو (بالإنجليزية: Randolph Roque Calvo)‏ هو كاهن كاثوليكي أمريكي، ولد في 28 أغسطس 1951 في هاغاتنيا في الولايات المتحدة.